# Leo Colovini
 (mai 2025).
Si vous disposez d'ouvrages ou d'articles de référence ou si vous connaissez des sites web de qualité traitant du thème abordé ici, merci de compléter l'article en donnant les références utiles à sa vérifiabilité et en les liant à la section « Notes et références ».
Leo Colovini (né en 1964 à Venise) est un auteur italien de jeux de société.

## Ludographie

### Seul auteur
- Carolus Magnus, 2000, Winning Moves / Venice Connection
- Doge, 2000, Goldsieber
- Meridian, 2000, Piatnik / Rio Grande
- Cartagena, 2000-2005, Winning Moves / Tilsit, Nederlandse Spellenprijs  2002
- Clans, 2002, Winning Moves
- Alexandros, 2003, Winning Moves
- Avalon, 2003, Kosmos
- Corsari, 2003, Piatnik
- Druids, 2004, Kidult Game
- Die Brücken von Shangrila ou The Bridges of Shangri-La, 2004, Kosmos, Mensa Select Mind Games  2004
- Familienbande, 2004, Winning Moves
- Submarine, 2004, Winning Moves
- Go West, 2005, Phalanx Games

### Avec Luisa Cognetti et Francesco Cognetti
- Minestrone, 2004, Piatnik

### AvecBruno Faidutti
- Vabanque, 2001, Winning Moves

### Avec Francesco Nepitello et Marco Maggi
- Hektor und Achill, 2004, Phalanx Games

### AvecAlex Randolph
- Intrigues à Venise, 1988, MB / Winning Moves, Spiel des Jahres  plus beau jeu 1988
- Die Osterinsel, 1994, Blatz
- Mini Inkognito, 1997, Abacus

### AvecMichael Schacht
- Magna Grecia, 2003, Venice Connection

### Avec Dario De Toffoli
- Les Speedies ou Ketch Up, 1998-2003, Venice Connection / Piatnik

### AvecDuccio Vitale
- Europa 1945-2030, 1998, Eurogames

### AvecKlaus-Jürgen Wrede
- Carcassonne - Neues Land, 2004, Hans im Glück